# Прееклампсија
Прееклампсија је поремећај који се јавља код трудница и породиља, као последица промена на васкуларном ендотелу у трудноћи, који доводи до вазоспазма крвних судова, што има за последицу појаву високог крвног притиска и значајних количина протеина у мокраћи, затим инсуфицијенцију бубрега, промене у крвној слици (анемија, тромбоцитопенија), поремећаја функција јетре, појаву едема, диспнеје (због накупљања течности у плућима) и поремећаја вида.
Прееклампсија повећава ризик за неповољан исход трудноће како по мајку тако и по бебу. Стање углавном почиње након 20 недеља трудноће. мада се може појавити чак и након 4—6 недеља после порођаја.
Болест која је клинички је дефинисана хипертензијом и протеинуријом, са патолошким едемом, или без њега, уколико се правовремено не дијагностикује и лечи може довести до клоничко-тоничких напада, апнеје и коме, или стања познатог као еклампсија.

## Основне поставке
Прееклампсија се дефинише као присуство,систолног крвног притиска (СКП) већег или једнаког вредности од 140 мм Хг или дијастолног крвног притисак (ДКП) већег или једнаког вредности од 90 mm Hg или ако је мерено у више наврата, (најмање 4), СКП већи или једнак вредности од 160 mm Hg или ДКП већи или једнак вредности од 110 mm Hg или више (када се хипертензија може потврдити у року од неколико минута како би се олакшало увођење правовремене антихипертензивне терапија).
Поред крвног притиска, један од важних критеријума за дијагнозу прееклампсије је и протеинурија која је већа или једнака вредности од 0,3 грама у 24-сатном узорку мокраће, или однос протеина (mg/dl) / креатинина (mg/dl) од 0,3 или више, или протеина од једног + (ако квантитативно мерење није доступно).
Тежак облик прееклампсије
Прееклампсија са тешким карактеристикама дефинисан је као присуство једног од следећих симптома или знакова у прееклампсији:
- Вредност СКП од 160 mm Hg или више или ДКП од 110 mm Hg или више, мерено у два наврата најкраће у размаку од 4 часа (осим ако није претходно започета антихипертензивна терапија)
- Оштећење функције јетре, на шта указује ненормално повишена концентрација јетрених ензима у крви (до удвостручења нормалне концентрације), јака упорна бол у горњем трбушном квадранту или епигастрични бол који не реагује на фармакотерапију и није објашњен алтернативним дијагнозама или обома.
- Прогресивна бубрежна инсуфицијенција (концентрација креатинина у серуму > 1,1 mg/dl или удвостручена концентрација креатинина у серуму (у одсуству друге бубрежне болести)
- Ново почетно церебрално или визуелно узнемиравање
- Едем плућа
- Тромбоцитопенија (број тромбоцита <100.000 / μL)

Новооткривена прееклампсији
Код трудница са новооткривеном хипертензијом без протеинурије, нови почетак било којих од следећих дијагностичких знакова прееклампсији:
- Број тромбоцита испод 100.000 / μL.
- Ниво креатининина у серуму изнад 1,1 mg/dL или удвостручена вредност серумских креатинин у одсуству других бубрежних болести
- Најмање двоструко већа вредност трансаминаза у односу на нормалну концентрацију
- Едем плућа
- Церебрални или визуелни симптоми

Еклампсија
Еклампсија се дефинише као напад праћен тоничко-клоничким грчевима који се не могу приписати другим узроцима код жене са прееклампсијом. 
HELLP синдром
HELLP синдром (хемолиза, повишени ензим јетре, ниски тромбоцита) може компликовати тежак облик прееклампсији.

## Епидемиологија
Прееклампсија се развија у 2-8% трудноћа. Нешто чешће код близаначке трудноће код које са јавља у 14% случајева.
Вероватноћа да ће се прееклампсија поновити у другој трудноћи крће се око 18%.

## Фактори ризика
Фактори ризика за прееклампсију и њихови коефицијенти јављања су следећи:
- Првороткиње (3 : 1)
- Старост, трудница старија од 40 година (3 : 1)
- Труднице црне расе (1,5 : 1)
- Прееклампсија у породичној анамнези (5 : 1)
- Хронична болест бубрега (20 : 1)
- Хронична хипертензија (10 : 1)
- Антифосфолипидни синдром (10 : 1)
- Шећерна болест (2 : 1)
- Близаначка трудноћа (али без зигота) (4 : 1)
- Висок индекс телесне масе (3 : 1)
- Хомозиготи са ангиотензиногеним геном Т235 (20 : 1)
- Хетерозиготи са ангиотензиногеним геном Т235 (4 : 1)

## Клиничка слика
Знаци и симптоми у прееклампсији могу бити разноврсни, или без изражених карактеристика код асимптоматског облик, тако да је директно дијагностиковање прееклампсије јако отежано. Многи случајеви се зато откривају тек након рутинског пренаталног скрининга.
Код болесница са тежим обликом прееклампсије њени ефекти се уочавају по променама на крајњим органима и могу бити следећи:
- Главобоља.
- Визуелни поремећаји: замагљени вид, сцинтилацијски скотомати.
- Промењен ментални статус.
- Слепоћа, која може бити кортикална или ретинална.[10]
- Диспнеја.
- Едем: Судано повећање едема или едем лица.
- Епигастричнични бол или бол у десном горњем квадрантну трбуха.
- Слабост или малаксалост (може бити последица хемолитичке анемије).
- Клонус, који може указивати на повећан ризик од појаве конвулзија.

## Дијагноза
Лабораторијске анализе и тестови
Код свих труднице са новооткривеном хипертензијом у превентивној дијагностици требало би обавити следеће лабораторијске тестове:
- Одредити; серумске вредности аланин аминотрансферазе (АЛТ) и аспартат аминотрансферазе (АСТ), креатинин и мокраћну киселину у серуму
- 24-часовну количина урина, протеине и креатинина (критеријум стандарда) или анализу уринарног ПСА

Додатно треба обавити (ако се сумња на ХЕЛЛП синдром) следеће анализе:
- Периферни размаз крви
- Ниво серумске лактат дехидрогеназе (ЛДХ)
- Индиректни билирубин
- Стање коагулације. Иако би требало проценити коагулацијски профил (протромбинско време [ПТ], активно протромбопластинско време [аПТТ] и фибриноген), његова клиничка вредност је нејасна када је број тромбоцита 100.000 / mm3 или више без доказа крварења.[11]

Радиолошка (имиџинг) испитивања
Скенирање главе ЦТ у циљу откривања интракранијалног крварења код трудница са било којим од следећих симптома:
- Изненадне тешке главобоље
- Фокални неуролошки дефицити
- Напади грчева са продуженим постикталним стањем
- Атипична презентација суспектна на еклампсију

Остале процедуре
- Ултрасонографија: трансабдоминална, да би се проценио статус фетуса и евентуално утврдило ограничење раста.
- Доплер ултрасонографија умбиликалне артерије, за процену крвотока
- Кардиотокографија: стандардни тест фетуса без стреса и главни фетални мониторинг

## Терапија
Коначно лечење је што ранији порођај. 
- Код терминских трудноћа, најсигурнији је хитни порођај након стабилизације здравственог стања мајке.
- Код трудноћа краћих од 37 недеља, ризик од раног порођаја се процењује прама тежини еклампсије и одговора на претходно спроведено лечење.

Лечење је усмерено ка побољшању здравља мајке, што обично побољшава и здравље фетуса. 
Ако је прееклампсија блага, могуће је амбулантно лечење; које обично укључује:
- строго мировање у кревету,
- лежање на левом боку кад год је то могуће,
- нормални унос соли,
- повећани унос течности и
- здравствену контролу лекара свака 2 до 3 дана.